# Bizanczi
Bizanczi (tuwiński бызаанчы; ros. бизанчи; mong. хучир, kaz. бозаншы) – chordofon smyczkowy, bezprogowy, posiadający cztery struny strojone parami w unisonie. 
Zasadniczo zbliżony w planie budowy i technice gry do mongolskiego sihu (inny kształt pudła rezonansowego i naciągów strun) i chińskiego banhu (który ma dwie struny i mniejsze pudło rezonansowe).

## Budowa
Gryf (chordofony) bez podstrunnicy, długi i smukły, w przekroju mniej więcej okrągły.
Pudło rezonansowe ma kształt walca, rzadziej sześcianu, jest zawsze drewniane, w odróżnieniu od sihu, który ma pudło blaszane.
Główka instrumentu często uformowana w końską głowę co jest odbiciem głębokiego osadzenie instrumentu w mongolskiej mitologii i kultury stepu, gdzie koń zajmuje centralna pozycję.
Smyczek silnie łukowaty, włosie w smyczku podzielone jest na dwa wyraźne pasma.

## Technika gry
Technika gry odpowiada budowie instrumentu. Brak podstrunnicy jest konsekwencją tego, że na bizanczi gra się techniką paznokciową, czyli skracając struny płytką paznokcia a nie przez docisk struny opuszkiem palca do podstrunnicy.
Inna osobliwością instrumentu jest przeplot wstęg włosia smyczka ze strunami, co oznacza, że smyczka nie można od instrumentu odłożyć.